# Al. G.
Alexandre Gérard, dit Al. G. (1914-1974) est un auteur de bande dessinée et illustrateur français.
Il est surtout connu pour avoir dessiné la série jeunesse L'Espiègle Lili de 1944 à 1974.